# Centro storico

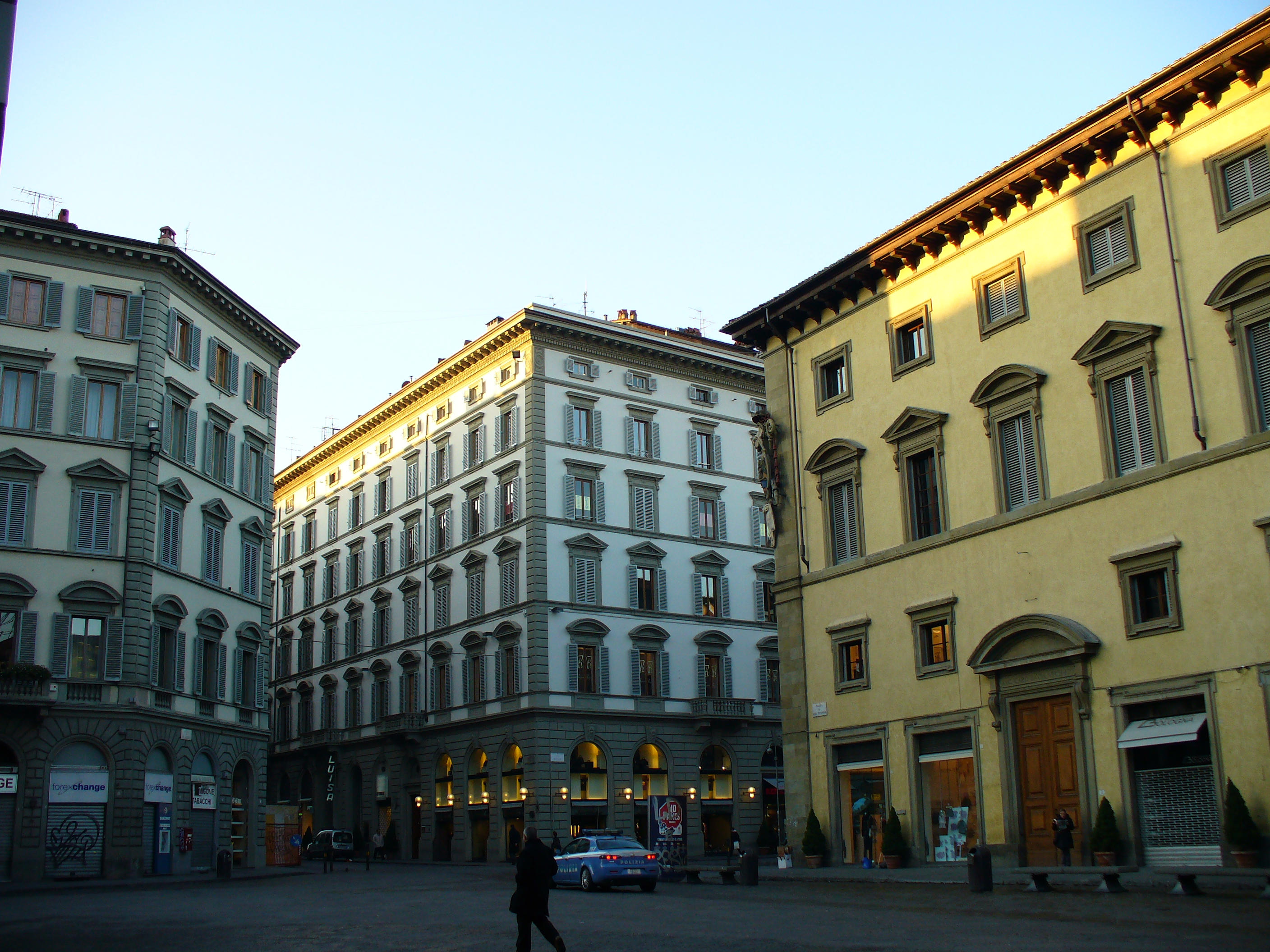
Piazza San Giovanni, nel centro storico di Firenze.

Il centro storico di un comune o di un centro abitato è quella «parte del territorio comunale di più antica formazione sottoposta a particolare tutela per assicurare la conservazione di testimonianze storiche, artistiche, ambientali».

## La situazione italiana

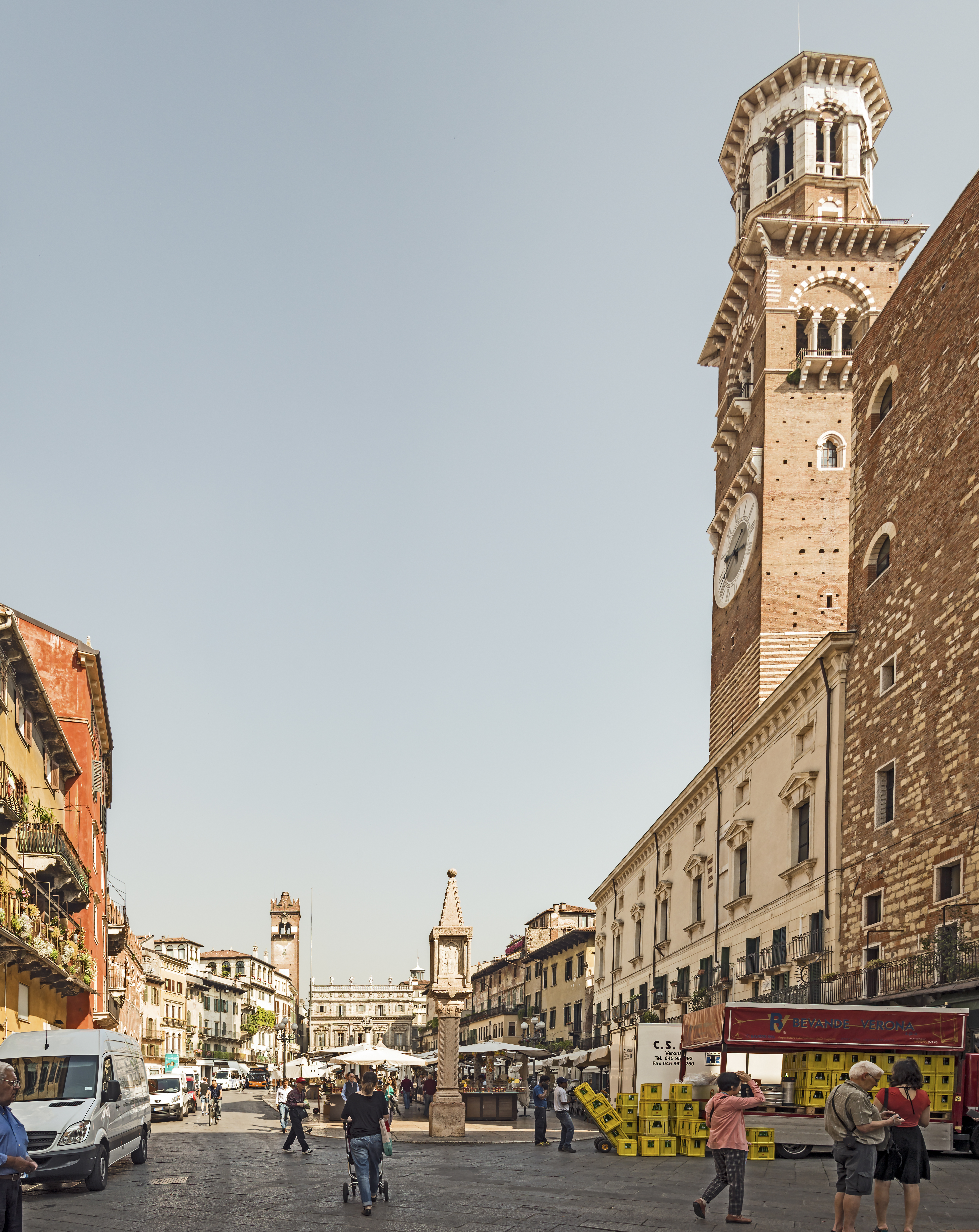
Piazza delle erbe, nel centro storico di Verona.

L'attenzione e la definizione urbanistica di centro storico è nata nel corso del Novecento quando si è incominciato a pensare prima alla ristrutturazione e poi alla salvaguardia della parte antica della città. In Italia si trovano migliaia di centri storici, di varia forma e dimensione. Molti di questi hanno un alto valore architettonico sia per il loro insieme, sia per le opere di architettura in essi contenuti. Secondo un'indagine Istat di qualche anno fa i centri storici italiani di varia origine, etrusca, greca, romana, medievale, rinascimentale, barocca, e di epoca fascista, sono ben 22.000.
Il Movimento Moderno in architettura e le correnti ad esso collegate hanno tentato di incidere in vario modo sui centri storici. Il piccone demolitore del ventennio fascista il cui teorico ed esecutore fu l'architetto Marcello Piacentini, iniziò un'opera di sistematica ristrutturazione dei centri delle città italiane, di cui Via della Conciliazione a Roma, con la demolizione della Spina di Borgo, è l'esempio più significativo.
Successivamente nel dopoguerra con l'avvenuta consapevolezza della necessità di un recupero dei valori e della tradizione storica italiana maturata anche nell'ambito del razionalismo italiano, con i movimenti del "Neorealismo architettonico" e del Neoliberty, si pensò alla salvaguardia e conservazione dell'ambiente costruito storico. In vario modo si è tentato di elaborare norme di recupero efficienti ma i risultati, salvo rari casi, non sono stati eccellenti ed all'altezza di quello che la situazione richiedeva. Maggiore efficacia hanno avuto le opere architettoniche di inserimento realizzate tenendo conto del contesto, come la Borsa Merci di Giovanni Michelucci a Pistoia, o la casa alle Zattere di Ignazio Gardella a Venezia.

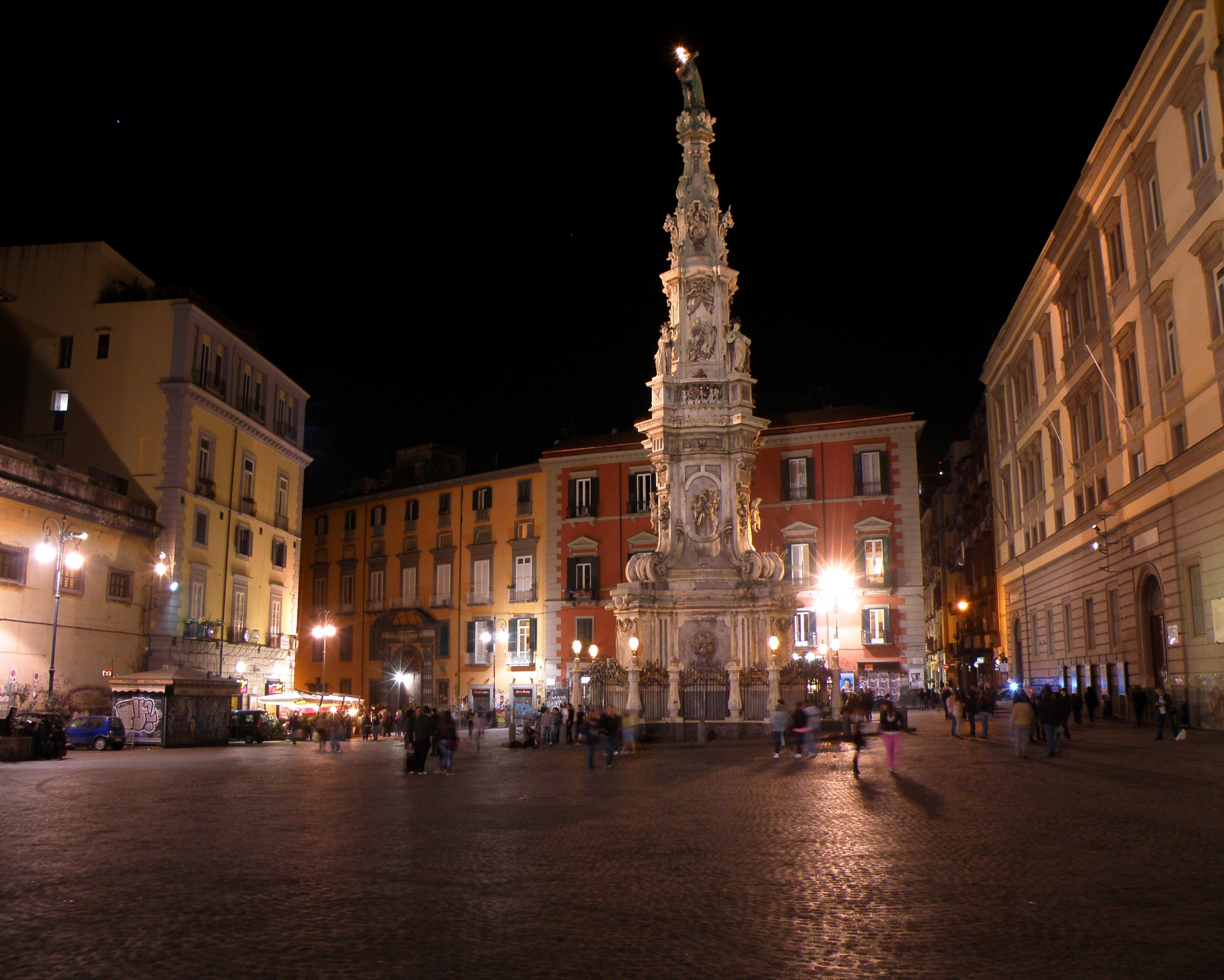
Piazza del Gesù Nuovo, nel centro storico di Napoli.

Negli ultimi decenni si sono fatti dei passi in avanti con lo sviluppo dei concetti di recupero e con definizioni urbanistiche come quella di storicità, che si è allargata intendendo con essa i valori culturali propri di una città, che non possono essere circoscritti ad una determinata zona centrale. Questi infatti si espandono nel territorio dove si ritrovano edificati antichi pari a quelli cittadini, che devono essere salvaguardati. Non più quindi, solo gli edifici più illustri, il particolare architettonico di pregio, le opere d'arte e gli spazi della vita pubblica (palazzi comunali, piazze, chiese), ma l'insieme dell'ambiente costruito storico, che va oltre anche i confini stessi della città del passato, ma che ha precisi connotati morfologici ed architettonici. All'interno della pianificazione urbana, che si attuava con i Piani regolatori e che oggi si chiamano Piani Urbanistici Comunali (Puc), i centri storici corrispondono alla zona territoriale omogenea individuata dalla lettera "A": «Comprende le parti di territorio aventi agglomerati urbani di carattere storico, artistico e di particolare pregio ambientale o da porzioni di essi, comprese le aree circostanti, che possono considerarsi parte integrante degli agglomerati stessi». (art. 2, comma 1, del decreto interministeriale 2 aprile 1968 n. 1444).

## I centri storici di territori poco noti

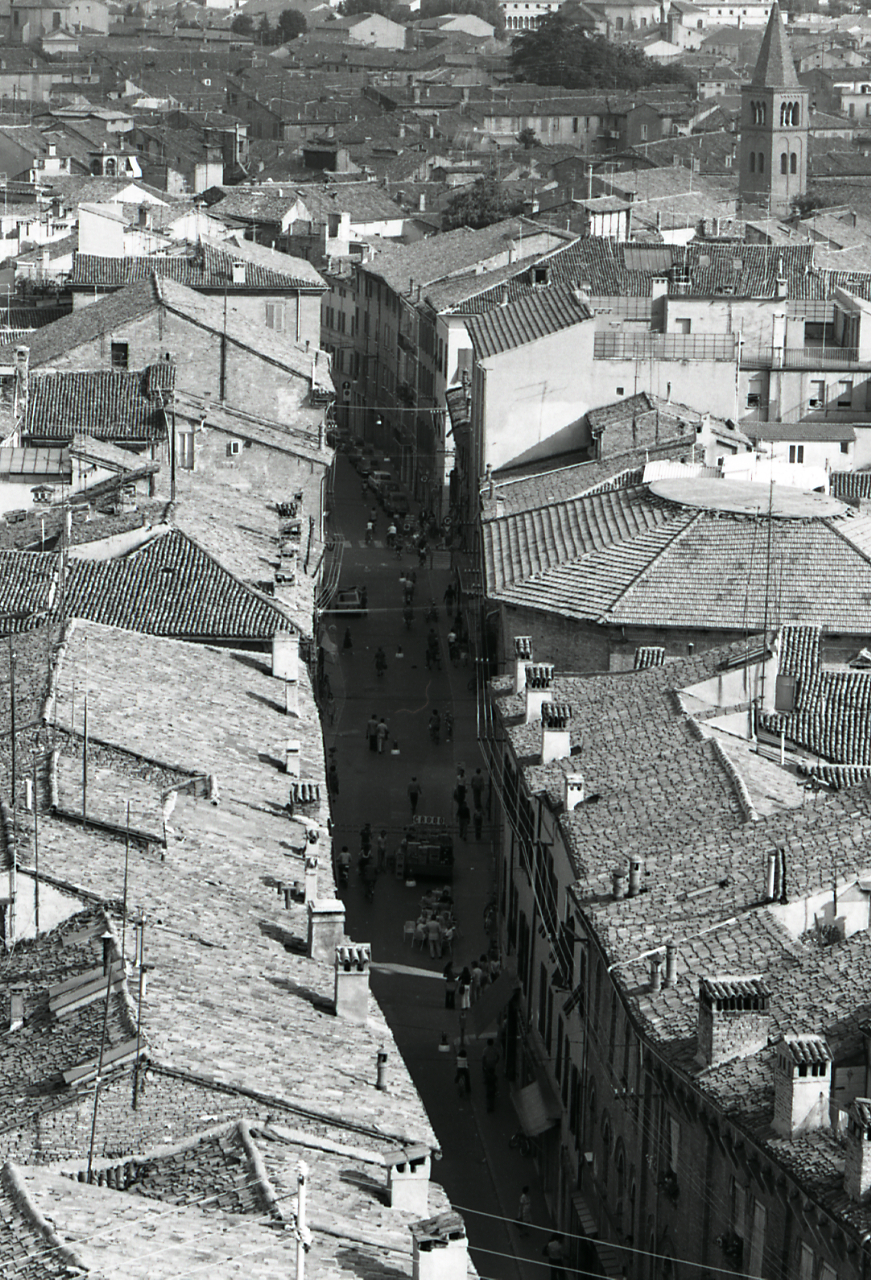
Il centro storico di Ferrara fotografato da Paolo Monti nel 1974 (Fondo Paolo Monti, BEIC).

In Italia, ancora oggi, i centri di territori poco noti (che generalmente vengono denominati "centri storici minori") possono essere considerati l'armatura territoriale che ne delinea l'identità. Costituiscono la testimonianza concreta della complessità culturale, delle stratificazioni insediative e dei cambiamenti sociali che lì si sono prodotti e sedimentati. I centri storici dei centri abitati di ridotte dimensioni si rivelano punti fondamentali, elementi centrali di ciascun sistema territoriale in quanto racchiudono le esperienze materiali ed immateriali e l'essenza culturale di ciascuna comunità. I luoghi dell'abitare e del produrre, i simboli del potere politico e religioso, il sistema viario danno vita ad un insieme armonico, frutto di stratificazioni successive riconducibili a matrici economiche, sociali, politico‐istituzionali diverse, che è necessario conservare. I centri storici hanno qualità diverse, ma sono tutti densi di tracce del passato, della storia dei luoghi, delle vite degli uomini e delle comunità che in essi vivono o hanno vissuto.

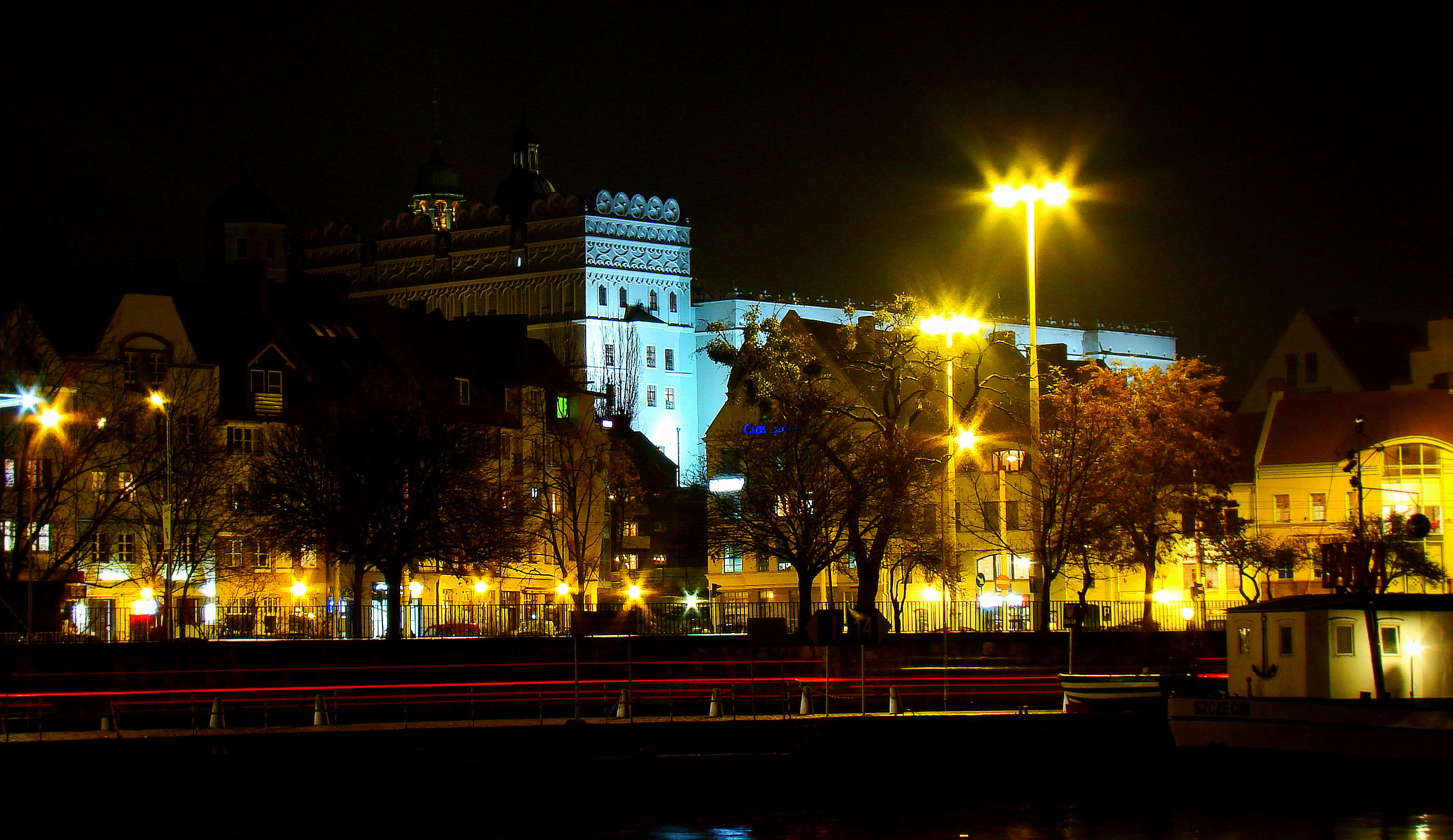
Il centro storico di Stettino, in Polonia.

Diversamente dalle aree storiche urbane nelle quali i rapporti città territorio sono stati mediati e poi consumati dalle successive espansioni e dalla forte ristrutturazione funzionale, i centri storici minori mantengono in gran parte uno stretto rapporto ambientale, morfologico e paesaggistico, se non ancora funzionale, con il territorio circostante e quindi con la matrice della loro formazione. Ma sono anche un rilevante valore economico, insediativo e infrastrutturale perché, insieme alle reti locali che ad essi facevano capo, costituiscono ancora nella realtà, o in nuce, una diffusa e articolata risorsa infrastrutturale di supporto al godimento dei valori naturali, al recupero di attività economiche storiche o innovative. I centri storici minori sono dunque, soprattutto in un paese come l'Italia, un capitale fisso a disposizione della comunità, in gran parte inutilizzato o sottoutilizzato.
I motivi della marginalità e del sottoutilizzo sono molteplici. Fra questi indubbiamente le dinamiche contrastanti dello sviluppo socioeconomico, urbano e metropolitano degli ultimi sessant'anni, il prevalere di modelli di consumo (di offerta e di domanda) standardizzati, spesso contrastanti con tradizioni storiche e culturali; ma anche tradizioni, culture, economie che non avevano la forza di riproporsi dentro i nuovi modelli di riferimento e nei processi di formazione culturale che ne erano alla base. L'abbandono e l'invecchiamento della popolazione possono essere considerati come i fattori principali di un processo di obsolescenza che continua ancora oggi ad interessare i piccoli centri storici. Anche se rallentato, ancora oggi si assiste ad un graduale processo di abbandono, perché spesso non si è proceduto ad interventi di trasformazione e adattamento delle tipologie insediative tali da assecondare le esigenze delle nuove generazioni e non si sono adottate politiche che incentivassero le popolazioni originarie.

## Esempi di centri storici
Nel mondo
- Città Vecchia e Città di David per Gerusalemme
- Giaffa per Tel Aviv
- Centro storico di Berna
- Centro storico di Città del Messico
- Centro storico di Cracovia
- Centro storico di Lima
- Centro storico di Sighișoara
- Centro storico di Varsavia
- Città Vecchia di Tallinn
- Ciudad Vieja di Montevideo
- Vieux-Carré di New Orleans
- Vieux-Montréal
- Vieux-Québec
- Centri storici di Berat e Argirocastro

In Italia
- Centro storico di Agrigento
- Centro storico di Albenga
- Centro storico di Ancona
- Centro storico di Barletta
- Centro storico di Benevento
- Centro storico di Bologna
- Centro storico di Catania
- Centro storico di Catanzaro
- Centro storico di Cesena
- Centro storico di Corbetta
- Centro storico di Firenze
- Centro storico di Genova
- Centro storico di Marino
- Centro storico di Milano
- Centro storico di Napoli
- Centro storico di Palermo
- Centro storico di Paternò
- Centro storico di Perugia
- Centro storico di Potenza
- Centro storico di Reggio Calabria
- Centro storico di Roma
- Centro storico di Salerno
- Centro storico di San Salvo
- Centro storico di Siracusa
- Centro storico di Torino
- Centro storico di Treviglio
- Centro storico di Verona
- Centro storico di Vicenza
- Centro Storico di Ascoli Piceno